# Клетчин
Клетчин (укр. Клітчин) — село на Украине, находится в Житомирском районе Житомирской области.
Код КОАТУУ — 1822084103. Население по переписи 2001 года составляет 559 человек. Почтовый индекс — 12405. Телефонный код — 412. Занимает площадь 0,831 км².

## Адрес местного совета
12410, Житомирская область, Житомирский р-н, с.Левков, ул.Байко, 6